# ريتشل بروكس
ريتشل بروكس (بالإنجليزية: Rachel Brooks)‏ هي لاعبة دارت بريطانية، ولدت في 30 سبتمبر 1963.

## وصلات خارجية
- ريتشل بروكس على موقع DartsDatabase.co.uk (الإنجليزية)